# Castelnuovo Don Bosco
Castelnuovo Don Bosco – miejscowość i gmina we Włoszech, w regionie Piemont, w prowincji Asti.
Według danych na styczeń 2009 gminę zamieszkiwało 3221 osób przy gęstości zaludnienia 143,8 os./1 km².
W 1815 urodził się tu ksiądz Jan Bosko – święty Kościoła katolickiego. Obecnie tuż obok jego domu rodzinnego wybudowana została wielka bazylika, którą w latach 80. odwiedził Jan Paweł II. Polski papież ofiarował bazylice kopię obrazu Matki Boskiej Częstochowskiej.

## Linki zewnętrzne

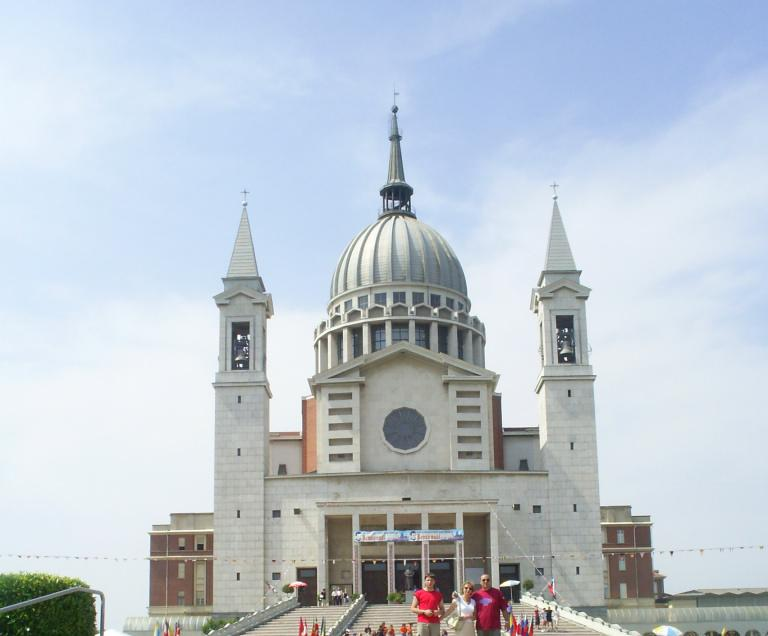
Bazylika św. Jana Bosco